# Гуш-Эцион (региональный совет)
Гуш-Эцион (ивр. מועצה אזורית גוש עציון‎) — региональный совет в Израиле. Входит в Округ Иудея и Самария. Создан в 1980 году.  Населённый пункт Эфрат расположен в административных границах совета, но независим от него.

## Население
По статистическим данным Центрального статистического бюро Израиля население регионального совета на 2024 год составляет 27 355 человек.

## Список поселений
Включает 20 поселений.

## Известные жители
- Юлий Эдельштейн — бывший председатель Кнессета;
- Ноам Сольберг — член Верховного Суда Израиля;
- Авигдор Либерман — бывший министр обороны Израиля, бывший министр иностранных дел Израиля, в прошлом — министр транспорта;
- Игорь Бяльский — поэт, переводчик, главный редактор Иерусалимского журнала;
- Зеэв Гейзель — израильский бард и математик;
- Леонид Левинзон — прозаик, один из основателей и член редколлегии Иерусалимского журнала;
- Виктория Райхер — поэт, прозаик, член редколлегии Иерусалимского журнала;
- Велвл Чернин — поэт, переводчик.
- Элла Козакова, Гидон (Геннадий)Дубинский — тележурналисты, авторы и создатели общинного тележурнала «Ерушалаим»